# موتور دالاندر

سیم‌پیچ دالاندر با اتصال Δ/YY

موتور دالاندر (به انگلیسی: Dahlander motor) نوعی موتور الکتریکی القایی دو سرعته است که تغییر سرعت در آن بر پایهٔ تغییر تعداد قطب‌ها انجام می‌شود. اتصال دالاندر در سیم‌پیچ‌های این ماشین امکان تغییر تعداد قطب‌های آن را به نسبت ۱ به ۲ فراهم می‌آورد.
روش کنترل سرعت دالاندر، یک روش بدون تلفات است که نسبت به روش‌های کنترل تعداد قطب دیگر، مانند استفاده از چند سیم‌پیچ مجزا، بهینه‌تر است، به این معنا که در روش سیم‌پیچ‌های مجزا از ظرفیت موتور به صورت کامل استفاده نمی‌شود و در هر یک از حالت‌های کار موتور، تنها نیمی از سیم‌پیچ‌های استاتور مورد استفاده قرار می‌گیرند.

## مبنای عملکرد
در ماشین‌های آسنکرون، سرعت میدان سنکرون ماشین از رابطهٔ {\displaystyle n_{s}={\frac {120f}{2p}}} به دست می‌آید، که در آن ns سرعت سنکرون بر حسب دور بردقیقه، f فرکانس اصلی بر حسب هرتز و p تعداد زوج قطب‌ها است. در عمل با توجه به وجود لغزش s، سرعت روتور از رابطهٔ {\displaystyle n=(1-s)n_{s}} به دست می‌آید. از آنجایی که تعداد قطب‌های ماشین به سیم‌پیچی آن بستگی دارد، استفاده از سیم‌پیچ‌هایی که قطب متغیر ایجاد کنند منجر به ایجاد ماشینی با سرعت‌های متغیرِ گسسته می‌شود.

## اتصالات داخلی سیم‌پیچ

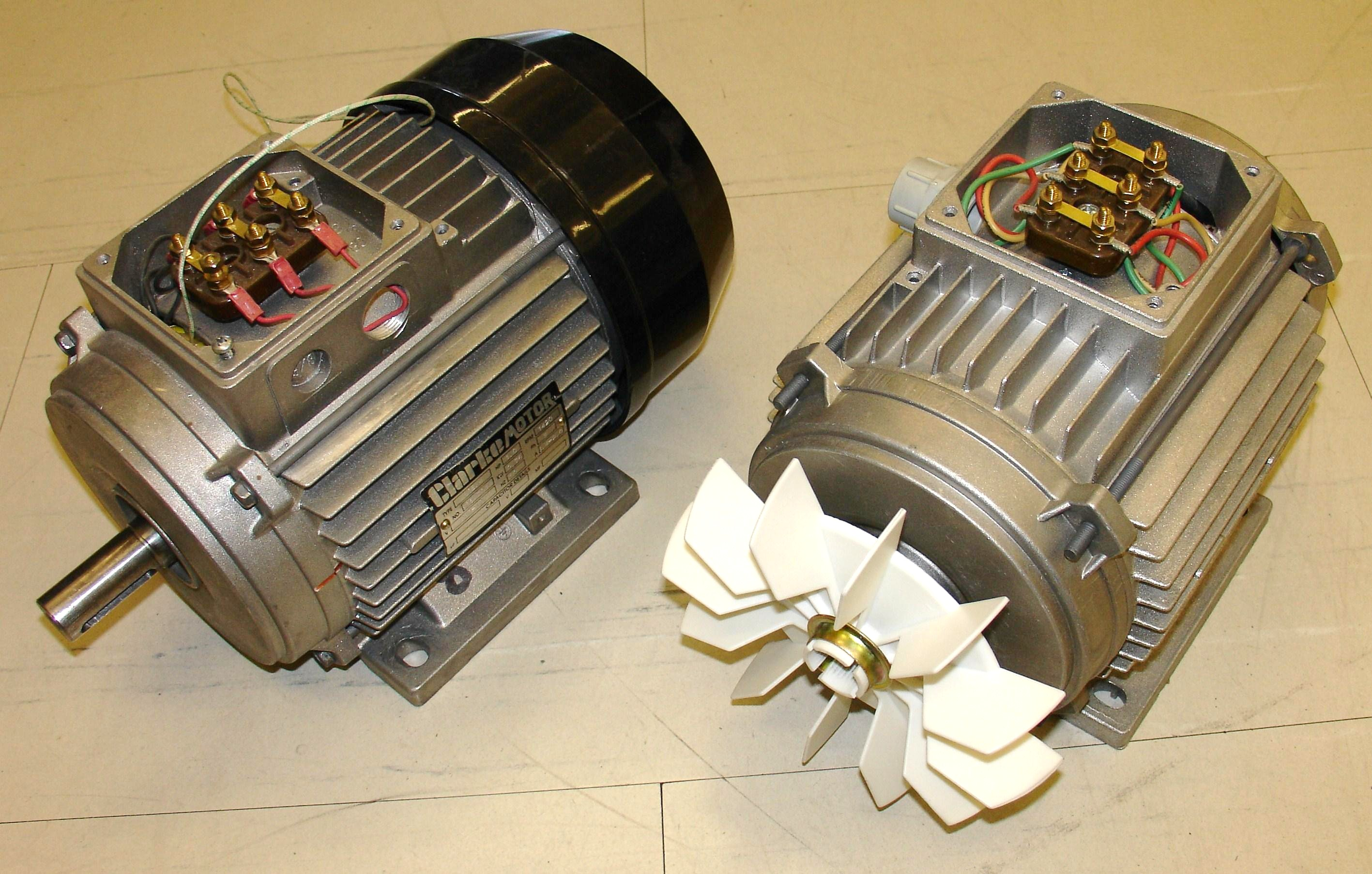
موتور دالاندر

موتورهای آسنکرون معمولی دارای یک بازهٔ سرعتی مشخص هستند که چند درصد تغییر دارد، اما خارج از این بازه، بازدهی ماشین به شدت افت می‌کند. در ماشین‌های دالاندر با استفاده از تنها یک سیم‌پیچ که از شش پیچه تشکیل شده و تغییر اتصال ترمینال‌های موتور با استفاده از تغییر اتصالات پیچه‌ها، می‌توان سرعت موتور را نصف یا دوبرابر کرد. دو شیوهٔ اتصال ممکن برای سیم‌پیچ دالاندر عبارتند از ۱) اتصال مثلثی که هر فاز آن دو شاخهٔ موازی دارد (مثلث موازی) و می‌توان آن‌ها را به صورت سری جفت کرد و به اتصال ستاره تبدیل نمود. ۲) اتصال ستارهٔ موازی که می‌توان آن را به یک اتصال مثلث با جفت‌شدگی سری شاخه‌ها تبدیل کرد. با تغییر اتصال در هر یک از دو حالت یادشده، جهت جریان الکتریکی در نیمی از مسیر سیم‌پیچ وارون می‌شود و موجب تغییر قطب‌ها می‌گردد. موتورهای دالاندر در توان‌های بین چند کیلووات تا چندده کیلووات کاربرد دارند. در طراحی‌ها ترجیح داده می‌شود از میان این دو شیوه، شیوه‌ای را انتخاب کنند که در حالت کار معمول ماشین، اغلب اتصال ستاره استفاده شود. موتورهای القایی سه‌سرعته‌ای نیز وجود دارند که با استفاده از سیم‌پیچ دالاندر به دو سرعت، و با استفاده از یک سیم‌پیچ دیگر که در شیارهای یکسانی جاسازی می‌شود، به سرعتی پایین‌تر از دو سرعت قبلی دست می‌یابند. این نوع موتورهای سه‌سرعته در اَفرازه‌ها، جرثقیل و موارد مشابه کاربرد دارند.
اتصال Δ/YY در موتورهای دالاندر یک اتصال گشتاور ثابت است و در هر دو سرعت موتور گشتاور مشابهی تولید می‌شود، اما توان نامی موتور به نسبت ۲:۳ تغییر می‌کند. اتصال مثلث سرعت کمتر و اتصال ستارهٔ موازی سرعت بیشتری خواهد داشت. در اتصال Y/YY گشتاور با مجذور سرعت نسبت وارون دارد. در این حالت نسبت سرعت به توان نامی ۱:۵ است که سرعت بیشتر در اتصال YY و سرعت کمتر در اتصال Y نمود پیدا می‌کند.
موتورهای دالاندری که برای استفاده در کنار درایوهای گشتاور ثابت به کار می‌روند اغلب دارای اتصال Δ/YY هستند، اما درایوهای فن معمولاً گشتاور متغیر هستند که اتصال Y/YY دارند. اتصال سوم مربوط به بارهای قدرت ثابت می‌باشد

## مقایسه با دیگر روش‌های تغییر سرعت موتور
در اغلب مواردی که نیاز به استفاده از سرعت متغیر باشد، از ماشین‌های دی‌سی استفاده می‌شود. با این وجود کاربردهای خاصی وجود دارند که تنها دستیابی به چند سرعت معین و گسسته کفایت می‌کند، در این موارد استفاده از موتورهای قطب‌متغیر و چندسیم‌پیچه رایج است. از این میان، موتورهایی که تغییر قطب را با کمک سیم‌پیچ‌های مجزا انجام می‌دهند، حجم زیادی را در استاتور اشغال خواهند کرد. روش‌های مختلفی برای ایجاد موتورهای تک‌سیم‌پیچه‌ای که قطب و سرعت متغیر داشته باشند طراحی شده‌است؛ از میان آن‌هایی که نسبت دور ۱:۲ فراهم می‌کنند، موتور دالاندر به علت کمترپیچیده‌بودن چیدمان‌های کلیدزنی‌اش بیشترین کاربرد را یافته‌است. امروزه یک چیدمان نوین‌تر نیز که بر پایهٔ مدوله‌سازی دامنهٔ قطب کار می‌کند گسترش یافته‌است که از نظر تئوری اجازه می‌هد به هر نسبتی به غیر از نسبت ۲:۱ رایج نیز دست پیدا کنیم. این روش جدید به علت داشتن انعطاف‌پذیری و سادگی یکی از انتخاب‌های مطرح است.